# Первоцвет весенний
Первоцве́т весе́нний, или Первоцвет лека́рственный, или Первоцвет настоя́щий, или При́мула весенняя (лат. Prímula véris) — многолетнее травянистое растение, вид рода Первоцвет (Primula).
Растение встречается в лесной и лесостепной зонах почти по всей Европе, в том числе в Европейской части России; растёт также на Кавказе, в Турции и Иране. Предпочитает луга, редкие леса, опушки, поляны, кустарники.

## Названия
Другие русские названия: бара́нчики, бара́шки, бе́лая бу́квица, бо́жьи ру́чки, га́сник, у́шки, небе́сные клю́чики, золоты́е клю́чики, цветы́ Свято́го Петра́. Соцветие первоцвета похоже на связку ключей, по легенде это ключи, которыми весна открывает двери в лето. Согласно другой легенде, растение выросло на том месте, где Святой Пётр уронил ключи от рая.

## Ботаническое описание
Корневище короткое горизонтальное, от него отходят многочисленные сочные тонкие корни.
Листья продолговато-обратнояйцевидной формы, морщинистые, зубчатые или неясногородчатые по краям, сужены в крылатый черешок, образуют прикорневую розетку. Из середины розетки выходит безлистный цветонос высотой 5—30 см.
Цветки правильные, жёлтые, 7—15 мм в диаметре, пятичленные, диморфные, с 10-зубчатой чашечкой, наклонены в одну сторону, обоеполые, собраны в слегка поникший зонтик по 10—30 штук. Венчик в основании сростнолепестный; лепестки тупые.
Опыление — с помощью насекомых (чаще всего — с помощью шмелей и пчёл), причём для Первоцвета весеннего характерна так называемая диморфная гетеростилия. Суть этого приспособления к перекрёстному опылению заключается в том, что цветки у одной части популяции имеют длинные столбики, а у другой — короткие. Рыльце у длинностолбиковой формы располагается около уровня отгиба, а тычинки прикреплены к средней части трубки венчика; рыльце у короткостолбиковой формы располагается в средней части трубки венчика, а тычинки — около уровня отгиба. Гетеростилию первоцветов подробно изучал Чарльз Дарвин в 1862 и 1877 годах; проведя различные эксперименты, он сделал вывод, что у гетеростильных первоцветов возможны три варианта опыления (между разными формами, между одинаковыми формами и самоопыление), но наиболее благоприятным для растений является перекрёстное опыление между разными формами: в этом случае семян образуется больше и они более жизнеспособны.
В условиях средней полосы Европейской части России растение цветёт в апреле — июле.
Формула цветка: {\displaystyle \ast Ca_{(5)}\;Co_{(5)}\;A_{(5)}\;G_{({\underline {5}})}}
Плод — коробочка.
|                                                    |  |  |  |
| Слева направо: лист, цветки, плоды, плоды и семена |  |  |  |

## Значение и применение
Надземные органы окрашивают ткани в буро-оливковый цвет.

### В медицине
Растение широко используется в народной и научной медицине. В лекарственных целях используют лист первоцвета весеннего (лат. Folium Primulae veris), который собирают в начале цветения растения и быстро сушат при температуре 100—120 °С, чтобы сохранить аскорбиновую кислоту; реже под навесом и на чердаках, и корневище с корнями (Rhizoma cum radicibus Primulae), выкапываемые осенью. Листья, содержащие до 5,9 % аскорбиновой кислоты, сапонины, применяют в виде чая при авитаминозе; порошок листьев добавляют также к первым блюдам. Корневище с корнями содержит до 10 % тритерпеновых сапонинов. Агликоны их — примулагенины А, D, SD. Применяют в виде отвара как отхаркивающее. Цветки используются в виде отваров и настоев при мигренях, невралгии, простуде, подагре и ревматизме, при бессоннице, от кашля. Спиртовую настойку цветков употребляют как успокаивающее при бессоннице и перевозбуждении. Настой листьев используют при подагре, болезнях почек и мочевого пузыря. Отвар и настойку корня назначают как мягчительное и отхаркивающее средство при кашле, как мочегонное. Наружно отвар используют для полосканий при воспалении горла, гортани и бронхитах. Гомеопатическое средство Primula назначают для лечения катарального гастрита, кашля и как успокаивающее средство при бессоннице.

### Пищевое значение
Листья и стебли съедобны и могут добавляться в салаты, щи.
Ранний медонос. Из-за длинной цветочной трубки пчёлы берут мало нектара и некоторое количество пыльцы. Один цветок выделяет 0,035 мг сахара в нектаре; продуктивность мёда 2—5 кг/га. Концентрация сахара в нектаре 58,5 %. В широколиственном лесу наибольшая продуктивность нектара 0,1 кг/га при 5 растениях на 1 м². Продуктивность пыльцы пыльником 0,3 мг, растением 20,0 мг.
Охотно поедается алтайским маралом (Cervus elaphus sibiricus Severtzow).
Любимое растение европейского дикого кролика.

### Декоративное использование
Широко известно как декоративное растение. Предпочитает плодородные хорошо дренированные почвы, по другим данным — глинистые и суглинистые почвы. Любит полутень и обильный полив. Размножают растение семенами, делением растений старше трёх лет и корневыми черенками.
Первоцвет весенний — официальная цветочная эмблема шведской провинции Нерке.

## Таксономия
- Primula veris L. Species Plantarum 1: 142—143 Архивная копия от 6 марта 2019 на Wayback Machine. 1753.

Вид Первоцвет весенний относится к роду Первоцвет (Primula) семейства Первоцветные (Primulaceae) порядка Верескоцветные (Ericales) последовательно входящего в клады Астериды → Суперастериды → Эвдикоты → Цветковые растения. Таксономическая схема в соответствии с Системой APG IV по состоянию на декабрь 2023 года:
|  |                          |  |                                   |                                   |                        |  | еще 21 семейство | еще 21 семейство |                        |  |                         |  | еще 552 подтвержденных вида и 245 видов в статусе "неподтвержденных" | еще 552 подтвержденных вида и 245 видов в статусе "неподтвержденных" |  |
|  |                          |  |                                   |                                   |                        |  | еще 21 семейство | еще 21 семейство |                        |  |                         |  | еще 552 подтвержденных вида и 245 видов в статусе "неподтвержденных" | еще 552 подтвержденных вида и 245 видов в статусе "неподтвержденных" |  |
|  |                          |  |                                   | порядок Верескоцветные            |                        |  |                  |                  | род Первоцвет          |  |                         |  |                                                                      |                                                                      |  |
|  |                          |  |                                   | порядок Верескоцветные            |                        |  |                  |                  | род Первоцвет          |  | 2 внутривидовых таксона |  |                                                                      |                                                                      |  |
|  | клада Цветковые растения |  |                                   |                                   | семейство Первоцветные |  |                  |                  | вид Первоцвет весенний |  |                         |  |                                                                      |                                                                      |  |
|  | клада Цветковые растения |  |                                   |                                   |                        |  |                  |                  |                        |  |                         |  |                                                                      |                                                                      |  |
|  |                          |  | ещё 63 порядка цветковых растений | ещё 63 порядка цветковых растений |                        |  |                  | еще 57 родов     | еще 57 родов           |  |                         |  |                                                                      |                                                                      |  |
|  |                          |  |                                   | ещё 63 порядка цветковых растений |                        |  |                  |                  | еще 57 родов           |  |                         |  |                                                                      |                                                                      |  |

### Внутривидовые таксоны
- Primula veris subsp. canescens (Opiz) Hayek ex Ludi
- Primula veris subsp. macrocalyx (Bunge) Lüdi

### Синонимы
- Primula brandisii Wiesb.
- Primula coronaria Salisb.
- Primula inflata Lehm.
- Primula lasiopetala Wallr.
- Primula officinalis Hill
- Primula pannonica A.Kern
- Primula pistillaris Hoffmanns.
- Primula pyrenaica Miégev.
- Primula velenovskyi Fritsch
- Primula veris var. officinalis L.